# Инджи Арал
Инджи Арал (на турски: İnci Aral) е турска писателка на произведения в жанра съвременен и любовен роман.

## Биография и творчество
Инджи Арал е родена на 27 ноември 1944 г. в Денизли, Турция. Баща ѝ Сахабетин Бей е горски инженер, и семейството живее в Болу и Маниса. През 1952 г. баща ѝ получава инсулт, започва да ходи с бастун и по-късно се самоубива неможейки да понесе недъга си. Това силно се отразява на психиката ѝ. Семейството се мести и тя завършва училище-интернат за девойки в Бурса. Чете много и още от 14-годишна опитва да пише.
Завършва живопис във Висшия институт Гази в Анкара и педагогика в Маниса. В периода 1964-1984 г. работи като учител в Самсун, Маниса, и др.
Омъжва се за първи път през 1968 г. Имат двама сина. Развеждат се през 1978 г. Омъжва се за втори път за физиотерапевта Али Гюр. Дълго време живеят в чужбина, после в Анкара, а през 1984 г. се преместват в Истанбул. В Истанбул отваря художествена галерия в периода 1986-1992 г.
Започва да пише разкази през 1976 г. Първият ѝ разказ „Haziranlarda“ е публикуван през 1977 г.
Първият ѝ роман „Ölü Erkek Kuşlar“ (Мъртвите мъжки птици) е публикуван през 1992 г. Той става бестселър и е удостоен с престижната награда „Юнус Нади“. След него тя се посвещава на писателската си кариера.
С романа си „Лилаво“ от 2002 г. печели наградата „Орхан Кемал“.
Произведенията на писателката засягат личните и социални проблеми в семейството и обръщат особено внимание на жените. Главните герои са реалистични и психологически оформени, отразяващи мястото на мъжете и жените в съвремените събития и ежедневие.
Творчеството ѝ е включено в програмите по литература в турските гимназии.
Инджи Арал живее със семейството си в Истанбул.

## Произведения

### Самостоятелни романи
- Ölü Erkek Kuşlar (1992) – награда „Юнус Нади“
- Yeni Yalan Zamanlar (1994)
- Hiçbir Aşk Hiçbir Ölüm (1997)
- İçimden Kuşlar Göçüyor (1998)
- Mor (2002) – награда „Орхан Кемал“
Лилаво, изд.“ НСМ Медиа“, София (2014), прев. Нахиде Дениз
- Taş ve Ten (2005)
- Safran Sarı (2007)
- Sadakat (2010)
Вярност, изд. „НСМ Медиа“, София (2012), прев. Нахиде Дениз
- Şarkını Söylediğin Zaman (2011)
- Unutmak (2009)

### Разкази
- Ağda Zamanı (1980)
- Kıran Resimleri (1983)
- Uykusuzlar (1984)
- Sevginin Eşsiz Kışı (1986)
- Gölgede Kırk Derece (2003)
- Anlar İzler Tutkular (2003)
- Ruhumu Öpmeyi Unuttun (2006)
- Unutmak (2008)

### Новели
- Uykusuzlar (1984)